# Tragosoma pilosicornis
Tragosoma pilosicornis är en skalbaggsart som beskrevs av Thomas Casey 1890. Tragosoma pilosicornis ingår i släktet Tragosoma och familjen långhorningar. Inga underarter finns listade i Catalogue of Life.